# کمبریج، انتاریو
کمبریج، انتاریو (به انگلیسی: Cambridge) یک شهر در کانادا است که در انتاریو واقع شده‌است.

## خصوصیات
کمبریج ۱۲۶٬۷۴۸  نفر جمعیت دارد و ۳۲۹ متر بالاتر از سطح دریا واقع شده‌است.